# 茈碧湖

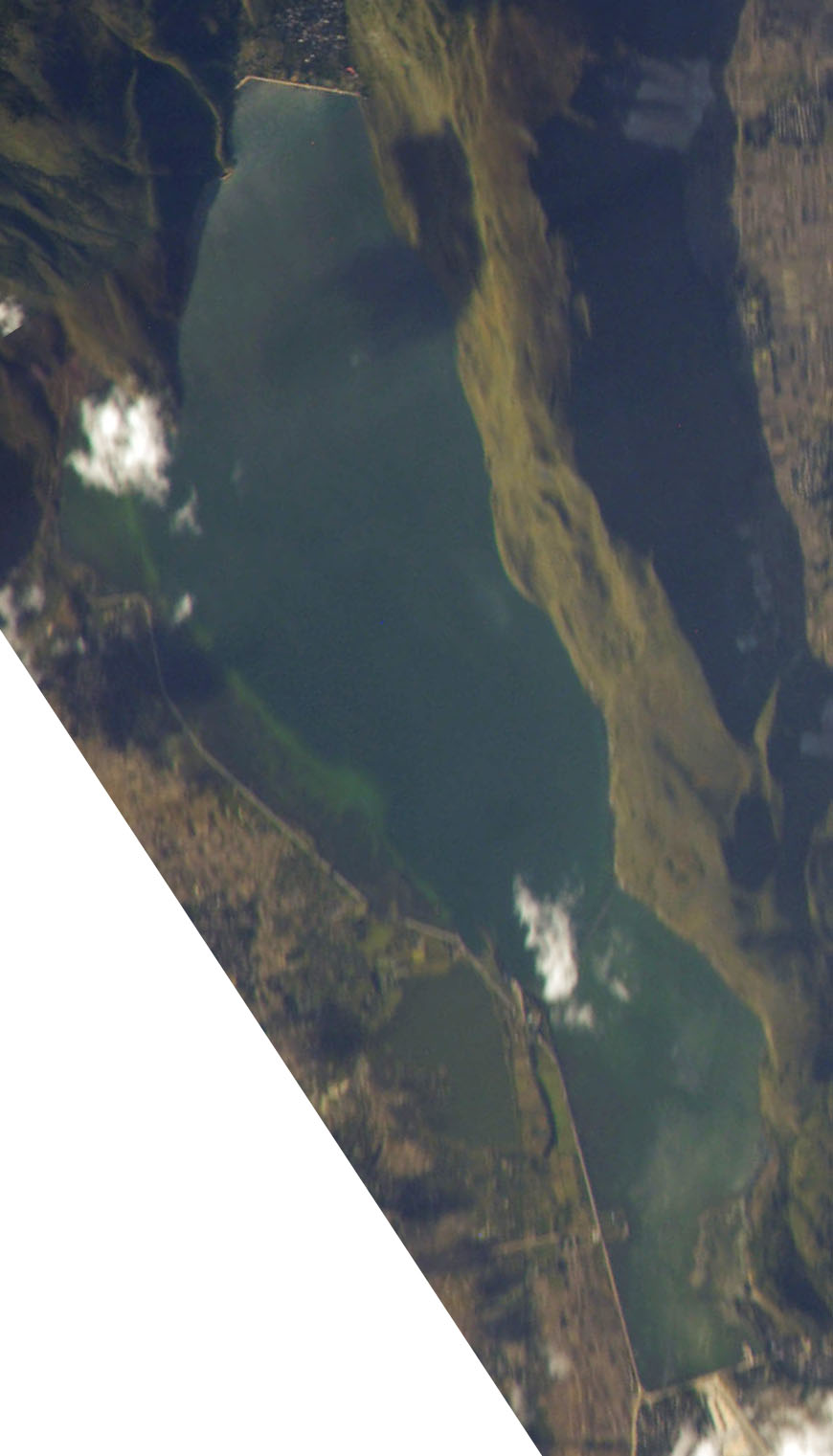
茈碧湖卫星照片（2008年）

茈碧湖（白语：Cifbilhup），位于中国云南省大理白族自治州洱源县，又叫宁湖，属高原断陷湖泊，因生长茈碧花而得名，是洱海的源头。
茈碧湖南北长6.1千米，东西宽度最大2.5千米，最小0.75千米，湖岸线总长17千米，湖泊面积8.46平方千米，平均水深11米，最大水深32米，总库容9322.4万立方米。